# Rotterdam villamosvonal-hálózata
Rotterdam villamosvonal-hálózata Hollandia Rotterdam városában található. Összesen 9 villamosvonalból és 3 szezonális vonalból áll, a hálózat teljes hossza 194 km. Üzemeltetője a Rotterdamse Elektrische Tram (RET) 1927 óta.  Az üzem 1879-ben mint lóvasút indult el.

## Útvonalak
| Vonal | Végállomások                     | Útvonal | Üzemeltető | Megjegyzések                                |
| ----- | -------------------------------- | --- | ---------- | ------------------------------------------- |
| 2     | Keizerswaard - Charlois          | Station Lombardijen, Randweg, Hillevliet, Maashaven                                                                                  | RET        |                                             |
| 4     | Molenlaan - Spangen              | Station Noord, Rotterdam Centraal, Eendrachtsplein, Delfshaven, Marconiplein                                                         | RET        |                                             |
| 7     | Woudestein - Willemsplein        | Erasmus Universiteit, Voorschoterlaan, Oostplein, Rotterdam Centraal, Eendrachtsplein                                                | RET        |                                             |
| 8     | Kleiweg - Spangen                | Station Noord, Rotterdam Centraal, Beurs, Leuvehaven, Erasmus MC, Delfshaven, Marconiplein                                           | RET        |                                             |
| 20    | Lombardijen - Rotterdam Centraal | Station Lombardijen, Wilhelminaplein, Eendrachtsplein                                                                                | RET        | Csak csúcsidőben közlekedik                 |
| 21    | De Esch - Schiedam, Woudhoek     | Erasmus Universiteit, Oostplein, Station Blaak, Beurs, Rotterdam Centraal, Marconiplein, Station Schiedam Centrum, Station Nieuwland | RET        | Nem fut este 20:00 után és vasárnap reggel. |
| 23    | Beverwaard - Marconiplein        | Feijenoord Stadion, Wilhelminaplein, Leuvehaven, Beurs, Rotterdam Centraal                                                           | RET        |                                             |
| 24    | De Esch - Vlaardingen, Holy      | Erasmus Universiteit, Oostplein, Station Blaak, Beurs, Rotterdam Centraal, Marconiplein, Station Schiedam Centrum, Station Nieuwland | RET        |                                             |
| 25    | Carnisselande - Schiebroek       | Maasstad Ziekenhuis-locatie Zuider, Wilhelminaplein, Leuvehaven, Beurs, Rotterdam Centraal, Sint Franciscus Gasthuis, Melanchthonweg | RET        |                                             |

További három villamosvonal szezonálisan üzemel:
| Vonal | Végállomások                                                   | Üzemeltető | Megjegyzés |
| ----- | -------------------------------------------------------------- | ---------- | --- |
| 10    | Citytour                                                       | RoMeO      | Csak nyáron történelmi turista villamos; nyár után a villamos bérelhető bulikra vagy házasságra. A történelmi rotterdami villamosok közlekednek. |
| 12    | Rotterdam Centraal - Feijenoord Stadion - Park+Ride Beverwaard | RET        | Futball-villamos: csak nagy események vagy nagy mérkőzések idején üzemel De Kuip-ban (Feyenoord Stadion).                                        |
| 18    | Rotterdam Centraal - Park                                      | RET        | Csak az éves Dunya Fesztivál ideje alatt működik.                                                                                                |